# Ратислава Гачић
Ратислава Гачић (Београд, 3. април 1941 — Београд, 29. јул 2022) била је српска глумица натуршчик. Популарност је стекла улогом Стане, у филму Мирис пољског цвећа. За ту улогу признање јој је одао Љуба Тадић.

## Биографија
Рођена у Београду 3. априла 1941. године. Са 36 година први пут заиграла на филму и добила једну од главних улога у филму Мирис пољског цвећа. У каснијем периоду глумила споредне улоге у филмовима Петријин венац, Велика фрка, Три палме за две битанге и рибицу. Играла уз Џереми Ајронса у филму Матилда.
Преминула је у Београду 29. јула 2022. године.

## Филмографија
| Год.   | Назив                             | Улога             |
| ------ | --------------------------------- | ----------------- |
| 1970-е |                                   |                   |
| 1977.  | Мирис пољског цвећа               | Стана             |
| 1980-е |                                   |                   |
| 1980.  | Петријин венац                    | Косана            |
| 1981.  | Сок од шљива                      |                   |
| 1987.  | Увек спремне жене                 |                   |
| 1987.  | Октоберфест                       |                   |
| 1988.  | Шпијун на штиклама                | Медицинска сестра |
| 1990-е |                                   |                   |
| 1992.  | Велика фрка                       | Покерашица 3      |
| 1992.  | Булевар револуције                |                   |
| 1998.  | Три палме за две битанге и рибицу | Романова мајка    |
| 2000-е |                                   |                   |
| 2004.  | Mathilde                          | Ибеглица из Босне |